# Unua Libro
Limba Internațională Esperanto  (în rusă Международный язык, Limba Internațională), denumită în mod obișnuit Unua Libro (Prima carte), este o carte din 1887 a lui Ludovic Lazar Zamenhof, în care autorul a introdus pentru prima dată și a descris limba artificială esperanto. Mai întâi publicată în limba rusă pe 26 iulie [S.V. 14 iulie] 1887, publicarea cărții Unua Libro marchează începutul formal al mișcării esperantiste. 
Scriind sub pseudonimul „Dr. Esperanto” (Дръ Эсперанто), Zamenhof s-a referit inițial la această limbă ca limba internațională; utilizarea termenului esperanto a apărut însă mai târziu, în 1889, când oamenii au început să-i folosească pseudonimul ca nume al limbii. Zamenhof a reprodus o parte semnificativă din conținutul cărții Unua Libro în Fundamento de Esperanto din 1905, pe care a stabilit-o ca singura autoritate obligatorie față de limba esperanto în Declarația de la Boulogne, ratificată de primul Congres Universal de Esperanto mai târziu în acel an.

## Istorie

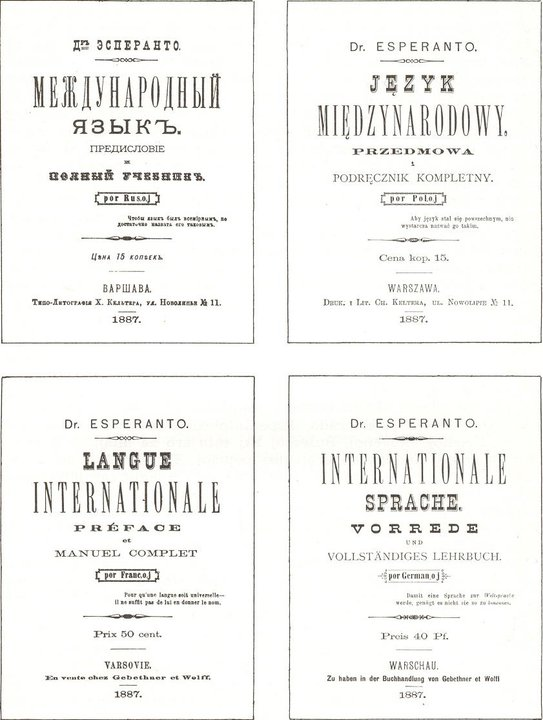
Publicația originală în limba rusă a Unua Libro și traducerile din 1887 în limbile poloneză, franceză și germană

După mulți ani de dezvoltare a limbajului, Zamenhof a finalizat Unua Libro în primăvara anului 1885 și a petrecut următorii doi ani în căutarea unui editor care s-o publice. În 1887, la scurt timp după ce s-a căsătorit cu soția sa, Klara, noul său socru Aleksandr Silbernik l-a sfătuit să folosească banii din zestrea Klarei pentru a găsi un editor. La sfatul său, Zamenhof a găsit un editor în Varșovia, Chaim Kelter. Pe 26 iulie [S.V. 14 iulie] 1887, Kelter a publicat cartea în limba rusă ca Limbă Internațională în( rusă Международный язык). Înainte de sfârșitul anului, Kelter a publicat și edițiile în limbile poloneză (Język międzynarodowy. Przedmova i podręcznik kompletny), franceză (Langue internationale. Préface et manuel complet) și germană  (Internationale Sprache. Vorrede und vollständiges Lehrbuch) ale cărții.
În 1888, Zamenhof a convenit cu Julian Steinhaus să traducă cartea în limba engleză, iar traducerea a fost publicată sub titlul Dr. Esperanto's International Tongue. Cu toate acestea, când Richard Geoghegan a subliniat că traducerea lui Steinhaus era foarte slabă, Zamenhof a distrus restul copiilor sale și i-a cerut lui Geoghegan să facă o traducere nouă. Traducerea lui Geoghegan a cărții, intitulată Dr. Esperanto's International Language, a fost publicată pe 17 ianuarie [S.V. 5 ianuarie] 1889 și a devenit traducerea standard în limba engleză. Henry Phillips, Jr., secretar al Societății Filosofice Americane (American Philosophical Society) și susținător timpuriu al limbii esperanto, a realizat, de asemenea, o traducere în 1889, intitulată "An Attempt towards an International Language (O încercare pentru o limbă internațională)", dar traducerea lui Geoghegan rămâne standardul preferat.
Unua Libro a fost, de asemenea, tradusă în limbile ebraică, idiș, suedeză și lituaniană în 1889, apoi în limbile daneză, bulgară, italiană, spaniolă și cehă în 1890.
Numele Unua Libro a fost aplicat retroactiv cărții în legătură cu titlul cărții lui Zamenhof din 1888 Dua Libro (Cartea a doua).
În 1905, Zamenhof a reprodus o mare parte din conținutul cărții Unua Libro în Fundamento de Esperanto, pe care a stabilit-o ca singura autoritate obligatorie față de limba esperanto în Declarația de la Boulogne la primul Congres Universal de Esperanto, în cursul aceluiași an. Cu toate acestea, în 1888 cartea sa Aldono al la Dua Libro (Supliment la Cartea a doua), a modificat în mod oficial ortografia sufixelor corelative temporale (când, apoi, întotdeauna, uneori, niciodată) de la -ian la -iam, ceea ce a făcut ca limba esperanto prezentată în Unua Libro puțin depășită.

## Conținut
Cartea cuprinde trei părți, o introducere, o secțiune de gramatică și un dicționar. 
Zamenhof începe prin a renunța la toate drepturile la limbă, punând-o în domeniul public. 
În introducere, Zamenhof își expune cazul pentru necesitatea unei limbi auxiliare internaționale (international auxiliary language - IAL). El afirmă că încercările anterioare, cum ar fi Volapük, au eșuat deoarece nu au depășit cele trei principale dificultăți pe care o limbă auxiliară internațională trebuie să le depășească pentru a reuși. Aceste dificultăți sunt: 
„1.Să facă studiul limbii atât de ușor încât învățarea ei să pară un simplu joc pentru elev. 

2. Să permită elevului să utilizeze direct cunoștințele sale cu persoane de orice naționalitate, indiferent dacă limba este acceptată universal sau nu; cu alte cuvinte, limba trebuie să fie un mijloc direct de comunicare internațională.

3. Să găsească niște mijloace de depășire a indiferenței naturale a omenirii și de a le elimina, în cel mai rapid mod posibil și în masă, de a învăța și de a folosi limba propusă ca fiind una vie și nu doar ca ultima posibilitate de comunicare; și să fie totul la îndemână.”—L. L. Zamenhof, Unua Libro''
 În următoarele trei părți, el se referă la fiecare dificultate în parte și explică de ce crede că Esperanto este pregătit să le depășească. 

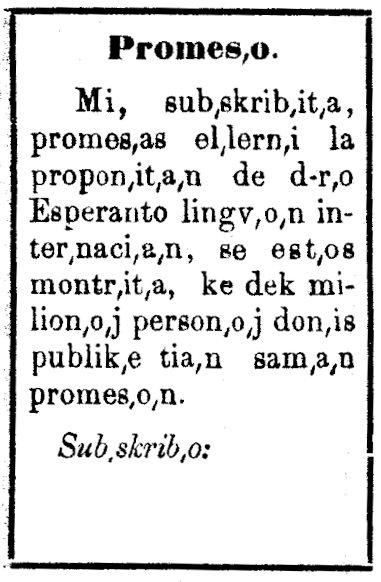
Bilet pentru campania universală de vot

În partea I explică simplitatea și flexibilitatea gramaticii limbii esperanto, în special datorită regularității sale și a utilizării afixelor. 
În partea a II-a, el demonstrează ușurința utilizării Esperanto pentru comunicarea internațională datorită unui vocabular simplu și clar. Pentru a demonstra acest lucru, el traduce Tatăl nostru și Geneza 1: 1-9 și prezintă o literă fictivă și câteva poezii în esperanto — "El Heine" ", o traducere și" Mia penso"  (Gândurile mele) și " Ho, mia kor' " (Ah, inima mea), ambele originale. 
În partea a III-a, el prezintă o idee numită "vot universal", care este o campanie de strângere a 10 milioane de semnături ale oamenilor care fac următoarea promisiune: "Subsemnatul, promit să învăț limba internațională, propusă de Dr. Esperanto, dacă se va demonstra că zece milioane de promisiuni similare au fost făcute publice." El a susținut că acest lucru va împiedica pe oricine să piardă timpul în învățarea limbii deoarece, însă odată ce s-au adunat 10 milioane de semnături, va exista o populație semnificativă obligată să învețe limba, făcând limba folositoare. De asemenea, el a salutat părerile critice anul următor și a promis să ia în considerare criticile înainte de a publica o broșură specială care va oferi formă definitivă a limbii în anul următor (care s-a concretizat în Aldono al la Dua Libro). În plus, el a oferit instrucțiuni pentru o academie lingvistică care să ghideze evoluția limbii în viitor (care urma să fie Akademio de Esperanto ). 
În secțiunea de gramatică, el explică alfabetul limbii esperanto și șaisprezece reguli gramaticale. 
În secțiunea de dicționare, el prezintă un dicționar cu 917 rădăcini de vocabular.

## Primire și moștenire
Zamenhof a primit o gamă largă de reacții la Unua Libro, de la critici batjocoritoare până la interes avid.  În sutele de scrisori pe care le-a primit, a văzut suficient sprijin pentru a-l determina să publice cartea Dua Libro în ianuarie 1888 și la La Esperantisto în 1889, pentru a oferi mai mult material despre limba esperanto pentru cei interesați. În 1889, el a publicat și dicționare ruso-esperanto și germano-esperanto pentru a spori conținutul vocabularului esperanto, precum și Aldono al la Dua Libro, un supliment al cărții Dua Libro, pentru a stabili forma definitivă a limbii, un document promis în partea a III-a din Unua Libro.
Cu toate măsurile luate, campania "votului universal" a lui Zamenhof a eșuat. În 1889, el a strâns doar 1000 de semnături, doar 0,01% din obiectivul său de 10 milioane. Cu toate acestea, mișcarea esperanto a continuat. Printre susținătorii timpurii au fost evreii educați ruși și polonezi, Lev Tolstoi și urmașii săi, francmasonii din Europa de Est și vorbitorii de Volapük care și-au pierdut speranța în limba lor.